# Вилхелм Щекел
Вилхелм Щекел (на немски: Wilhelm Stekel) е австрийски лекар и психоаналитик, един от най-ранните последователи на Зигмунд Фройд. През 1912 – 1913 скъсва отношенията си с него. Въвежда в науката понятието парафилия.

## Биография
Роден е на 18 март 1868 година в Боян, Буковина. Женен е два пъти и има две деца. Жена му Хилда Щекел умира през 1969 година.
Щекел се самоубива на 25 юни 1940 година в Лондон, Англия.

## Научна кариера
Щекел написва книга наречена „Автоеротизъм: Психиатрично изследване на онанизма и неврозите“, за първи път публикувана на английски език през 1950 година.
Занимава се с въвеждането на термина парафилия, за да замени „перверзия“. Той разделя това, което нарича „нормални фетиши“ от екстремните интереси:
| „ | Те ставали патологични само когато оставят целия обект на любовта назад и себе си съответно във функцията на любовен обект, т.н., когато любовника задоволи себе си с притежаването на женската обувка и разглежда самата жена като вторична или дори безпокояща и излишна(стр. 3). | “ |

Той анализира, наред с други, психоаналиците Ото Грос и Александър Нийл.

## Книги
- Stekel W (1943). The Interpretation of Dreams: New Developments and Technique. Liveright
- Stekel W, Gutheil E (1950). The Autobiography of Wilhelm Stekel. Liveright
- Stekel W, Boltz OH (1950). Technique of Analytical Psychotherapy. Liveright Publishing Corporation
- Stekel W, Boltz OH (1999 reprint). Conditions of Nervous Anxiety and Their Treatment
- Stekel W, Boltz OH (1927). Impotence in the Male: The Psychic Disorders of Sexual Function in the Male. Boni and Liveright
- Stekel W, Van Teslaar JS (1929). Peculiarites of Behavior: Wandering Mania, Dipsomania, Cleptomania, Pyromania and Allied Impulsive Disorders. H. Liveright
- Stekel W (1929). Sadism and Masochism: The Psychology of Hatred and Cruelty. Liveright
- Stekel W (2003 reprint). Bisexual Love. Fredonia
- Stekel W (1922). Compulsion and Doubt (Zwang und Zweifel) Liveright Pub. Corp
- Stekel W (1922). The Homosexual Neuroses
- Stekel W (1911). Die Sprache des Traumes: Eine Darstellung der Symbolik und Deutung des Traumes in ihren Bezeihungen
- Stekel W (1911). Sexual Root of Kleptomania. J. Am. Inst. Crim. L. & Criminology
- Stekel W (1961). Auto-erotism: a psychiatric study of masturbation and neurosis. Grove Press
- Stekel W (1926). Frigidity in women Vol. II. Grove Press